# وينفريد شيفر

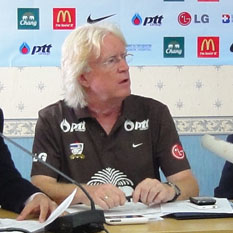

وينفريد «ويني» شيفر (بالألمانية: Winfried Schäfer)؛ (مواليد 10 يناير 1950 في ماين) هو مدرب كرة قدم ألماني ولاعب سابق. ويشرف حاليا على تدريب نادي استقلال طهران.
قاد نادي كارلسروه كمدرب إلى نصف نهائي كأس الاتحاد الأوروبي في موسم 1993-94 وفاز بكأس الأمم الأفريقية في 2002 مع الكاميرون. كما حقق بطولة دوري الإمارات مع نادي الأهلي. ثم عمل من 2007 حتى 2009 لنادي العين الإماراتي وفاز معه بكأس اتصالات للمحترفين. وفي 10 يونيو 2010 وقع عقد مدته عامين مع نادي باكو. ولكن تم انهاء هذا العقد في 18 يناير 2011. ليعين في يونيو 2011 كمدير فني لمنتخب تايلاند لثلاث سنوات.
في عام 2015م قام بتدريب منتخب جامايكا لكرة القدم في بطولة كوبا أمريكا 2015 المقامة في تشيلي.

## روابط خارجية
- وينفريد شيفر على موقع الاتحاد الأوربي (الإنجليزية)
- وينفريد شيفر على موقع قاعدة بيانات كرة القدم.إي يو (الإنجليزية)
- وينفريد شيفر على موقع بيانات كرة القدم. دي إي (الألمانية)
- وينفريد شيفر على موقع ناشيونال فوتبول تيمز (الإنجليزية)
- وينفريد شيفر على موقع عالم كرة القدم.نت (الإنجليزية)